# Zračnomobilna divizija
Zračnomobilna divizija je lahka divizija, ki lahko za premik celotne divizijske sestave uporablja le zračni transport. Zaradi tega je vojaška oprema prilagojena letalom glede dimenzij in teže.
Za razliko od težkih divizij (oklepnih in mehaniziranih divizij), ki potrebujejo za transport težke oborožitve (tanki, oklepna vozila, artilerija) tudi ladijski in železniški transport, lahko zračnomobilna divizija izvede premik le z uporabo strateških in taktičnih transportnih letal.